# Kamionka Bużańska (hromada)
Kamionka Bużańska – hromada terytorialna w rejonie lwowskim obwodu lwowskiego Ukrainy. Siedzibą hromady jest miasto Kamionka Bużańska.
Hromadę utworzono 17 sierpnia 2017 roku w ramach reformy decentralizacji. W skład hromady weszły dotychczasowe hromady: Batiatycze, Prybużany, Zubowmosty, Żełdec. 12 czerwca 2020 roku dołączyły następne dotychczasowe hromady: Dernów, Streptów. 

## Miejscowości hromady
W skład hromady wchodzi miasto Kamionka Bużańska i 28 miejscowości

- Kamionka Bużańska – miasto, centrum hromady
- Batiatycze
- Dalnicz
- Derewlany
- Dernów
- Gaik
- Gruszka
- Jagonia
- Jamne
- Krasiczyn
- Lipniki
- Maziarki
- Obydów
- Prybużany
- Różanka
- Ruda
- Ruda Sielecka
- Sapieżanka
- Sokół
- Spas
- Streptów
- Tadanie
- Tołmacz
- Wereny
- Wola Żółtaniecka
- Wysokofedoriwka
- Zabuże
- Zubowmosty
- Żełdec